# Portiuncula-aflaat
De Aflaat van Portiuncula verwerven of pe(r)sjoenkelen is de naam voor een volksgebruik in de Katholieke Kerk dat gepaard gaat met de kerk in- en uitgaan. De volle aflaat van Portiuncula kan nog altijd op 2 augustus verdiend worden door een franciscaans godshuis te bezoeken en er de voorgeschreven gebeden te bidden.

## Geschiedenis
Sint Franciscus van Assisi zou, volgens een legende, zich zware zorgen hebben gemaakt over het lot van overleden zondaars en gebeden hebben opdat een bijzondere aflaat zou worden ingesteld, waarbij berouwvolle gelovigen uit het vagevuur konden gered worden. Christus, vergezeld door Maria en een schare engelen, verscheen aan Franciscus en deelde hem mee dat zijn gebed werd verhoord, op voorwaarde dat de zetelende paus, Honorius III, hem de aflaat verleende. De paus besloot dat de Portiuncula-kapel in Assisi op 2 augustus 1216 plechtig moest worden ingewijd en dat iedereen die voortaan op de verjaardag de kapel bezocht een volle aflaat zou kunnen verdienen, waarmee zielen uit het vagevuur werden verlost. Als bijkomende voorwaarden werd gesteld dat de verkrijger had gebiecht, de communie had ontvangen en het Onze Vader, het Weesgegroet en het Credo had gebeden.

## Historiciteit
Het verhaal over de verschijning van Christus aan Franciscus dateert uit de 14de eeuw en behoort tot de onbewezen miraculeuze verschijningen.
Ook het relaas waarbij Honorius III aan Franciscus voor elke 2 augustus een volle aflaat verleende, roept vraagtekens op, hoewel hier meer zekerheid bestaat dat de paus zich door het pleidooi van Franciscus liet overtuigen. Feit is alvast dat uit deze overlevering een werkelijke praktijk groeide die door het kerkelijk leergezag werd bevestigd.
Oorspronkelijk was de aflaat te verdienen vanaf het middaguur op 1 augustus tot 2 augustus middernacht. Paus Sixtus IV bepaalde in 1480 of 1481 dat de franciscanen deze aflaat in alle kerken van de orde der minderbroeders en van de clarissen kon verdiend worden. Op 12 oktober 1622 bepaalde paus Gregorius XV dat de aflaat ook verdiend kon worden in de kerken van de minderbroeders kapucijnen en paus Clemens X breidde ze in 1670 ook uit tot de kerken van de minderbroeders conventuelen. In de loop der tijden breidde het bekomen van de Portiuncula-aflaat zich uit tot alle parochiekerken. Tot slot bevestigde paus Paulus VI in 1966 dat de aflaat enkel in franciscaanse kerken verdiend kon worden en reduceerde het bekomen van de aflaat tot eenmaal per dag, uitsluitend op 2 augustus.

## Toties quoties
Toties quoties betekent zo vaak als. Dit gebruik hield verband met een gelijkaardige aflaat die op Allerzielen werd verleend voor de zielen van de overledenen. Indien men in het kerkgebouw vijf Onze Vaders, vijf Wees Gegroetjes en vijf Eer aan de Vaders bad ter intentie van de paus, verkreeg men de toties-quoties-aflaat. Iedere (volledige) aflaat kon een ziel redden uit het vagevuur, dat wil zeggen dat die zielen geen tijdelijke straffen meer moesten uitboeten maar direct naar de hemel gingen. Als men de aflaat verkregen had ging men de kerk uit, waarna men weer binnenkwam om opnieuw de bovengenoemde gebeden te zeggen en opnieuw een aflaat te verkrijgen.
Ook de Portiuncula-aflaat was een toties-quoties-aflaat, wat wilde zeggen dat deze even zo vaak verkregen werd als de verkrijger aan de voorwaarden voldeed (eenmaal voor ieder kerkbezoek). Dat leidde tot de praktijk dat gelovigen meerdere keren achter elkaar een kerk in- en uitliepen. De geldigheid van de Portiuncula-aflaat, in elke franciscaanse kerk, maar ook in elke parochiekerk, werd in 1966 herbevestigd door paus Paulus VI in de apostolische constitutie Indulgentiarum Doctrina, met die restrictie dat de aflaat slechts eenmaal kan verdiend worden en de toties quoties dus niet meer geldt.

## Etymologie van het woord
Het volkse woord persjoenkelen komt van het Latijnse woord portiuncula, wat een verkleinwoord is van portio en betekent klein deel, kleine portie. Portiuncula heeft betrekking op de kleine kapel in Assisi, toegewijd aan Onze-Lieve-Vrouw van de Engelen, die door de heilige Franciscus werd herbouwd, en waar de wieg stond van zijn kloosterorde. Later werd de kapel overbouwd door de grote Santa Maria degli Angeli.

## Herdenking
Op 2 augustus 2016 was het achthonderd jaar geleden dat de kerk van Portiuncula werd ingewijd. Op 4 augustus 2016 reisde paus Franciscus naar Assisi om dit te herdenken.